# Statsskuld
Statsskulden är de samlade underskotten och överskotten i statens budget över tiden. Staten kan låna från såväl inhemska som utländska långivare. Att stater har skulder är mycket vanligt, eftersom det är lättare att kortsiktigt reglera hur mycket staten lånar än hur mycket den får in i skatt. Skulderna används dels till investeringar, som att bygga ny infrastruktur, men även till löpande utgifter. För att kunna föra krig är statsskulder nästan alltid nödvändiga. 
Statsskulder kan beräknas på olika sätt. Vanligast är att man anger den i procentandel av BNP. Anledningen till att detta är ett relevant mått, är att skuldbetalningsförmågan har med landets ekonomiska storlek att göra. En stor ekonomi kan lättare betala mer. Men eftersom ekonomin som regel växer, och räntor betalas i efterskott, kan en stat låna mer än eljest. Tillväxt ökar statens behov av att låna, men även dess förmåga att betala lånen. 
Om en stat lånat upp exempelvis 50 procent av BNP i skuld och betalar 5 procent i ränta, går 2,5 procent av ekonomin till att betala dessa räntor. 

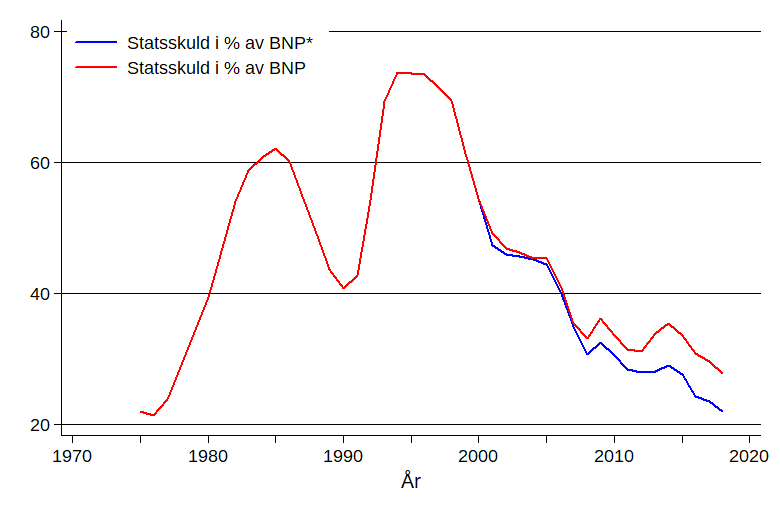
Sveriges statsskuld i procent av BNP 1975-2017 inklusive en prognos för 2018 av Riksgälden. * = inklusive vidareutlåning och penningmarknadstillgångar.

## Sveriges statsskuld
Den svenska statsskulden uppgick den 30 nov 2018 till 1 210 miljarder. Den 30 nov 2015 uppgick den till ca 1 323 miljarder kronor. Vid slutet av 2018 motsvarade statsskulden cirka 30 procent av bruttonationalprodukten, en minskning från 74 procent 1995. 85 procent av skulden utgörs av svenska kronor, resten är upplånade i utländsk valuta. Riksgälden har ansvar för att förvalta den svenska statsskulden och tar upp lån genom att ge ut skuldsedlar, främst obligationer.

## Offentlig bruttoskuld i vissa EU-länder

Statsskulder i världen mätt i % av BNP för år 2010 (Källa: CIA Factbook).

Nedan listas procent av BNP som den offentliga skulden är i olika EU-länder. 
| Land            | 2012 Q3 | 2022 Q3 |
| --------------- | ------- | ------- |
| Belgien°        | 101,6   | 104,6   |
| Cypern          | 84,0    | 85,3    |
| Danmark         | 47,5    | 34,6    |
| EU-27           | 85,1    | 83,6    |
| Finland         | 51,1    | 72,4    |
| Frankrike       | 89,9    | 113,0   |
| Grekland        | 152,6   | 181,3   |
| Irland          | 117,0   | 46,9    |
| Italien         | 127,3   | 139,9   |
| Luxemburg       | 20,9    | 24,6    |
| Nederländerna   | 69,5    | 46,7    |
| Malta           | 73,1    | 48,9    |
| Polen           | 55,9    | 49,8    |
| Portugal        | 120,3   | 117,4   |
| Slovakien       | 51,2    | 57,2    |
| Spanien         | 77,4    | 112,2   |
| Storbritannien* | 87,8    | 102,6   |
| Sverige         | 30,0    | 34,4    |
| Tjeckien        | 44,9    | 43,5    |
| Tyskland        | 81,7    | 66,7    |
| Ungern          | 78,6    | 75,4    |
| Österrike       | 73,7    | 81,0    |

*Storbritannien lämnade EU i februari 2022